# Gregor Francke
Gregor Francke (auch: Franck; * 10. Dezember 1585 in Taucha; † 2. Januar 1651 in Frankfurt an der Oder) war ein deutscher evangelisch-reformierter Theologe.

## Leben
Francke stammte aus einem bürgerlichen Geschlecht. Seine Großväter Georg Hoffmann und Johann Francke waren beide Bürgermeister in Eilenburg und Taucha gewesen. Sein Vater Gregor Franck († 16. März 1596 in Leipzig) hatte den Werdegang eines Theologen verfolgt, war als Pfarrer in Taucha tätig und war als Diakon an die Leipziger Nicolaikirche gekommen. Aus seiner Ehe mit Susanna Hoffmann sind neben Gregor noch ein Sohn und die Schwester Rahel hervorgegangen. So hatte Francke die Ratsschule St. Nicolai in Leipzig besucht und kam bereits in jungen Jahren an die Universität Leipzig. Hier absolvierte er bei Matthäus Dresser und Johann Friderici philosophische und bei Burchard Harbart und Zacharias Schilter theologische Studien.
Mit siebzehn Jahren wurde Bakkalaureus und im neunzehnten Lebensjahr Magister der Philosophie. 1606 verließ er Leipzig um eine Bildungsreise nach Böhmen, Thüringen, Sachsen, Pommern und Mecklenburg zu unternehmen. Noch im selben Jahr wurde er Hauslehrer in Berlin. 1608 setzte er seine Studien an der Universität Wittenberg fort, wo er anderthalb Jahre lang die Vorlesungen bei Leonhard Hutter und Jakob Martini besuchte. 1611 wurde er nach Berlin zurückbeordert, wo er sich der Ausbildung der jungen Kurfürstensöhne widmete. Mit diesen reiste er nach Frankreich, wo er sich mit der französischen Sprache vertraut machte. Nachdem er auch an den Universitäten wie Lyon, Genf und Saumur seine Studien fortgesetzt hatte, kehrte er 1615 zurück nach Brandenburg und wurde im selben Jahr Professor der griechischen Sprache an der Universität Frankfurt (Oder).
Am 27. März 1617 promovierte er unter Christoph Pelargus zum Doktor der Theologie und wurde am 3. Juli 1617 als Professor in die theologische Fakultät aufgenommen. Er gewann als Universitätslehrer durch seine Beredsamkeit und sein vielseitiges Wissen eine hervorragende Stellung und war bemüht, die innerhalb der evangelischen Kirche hervortretenden Gegensätze friedlich auszugleichen. Francke beteiligte sich auch an den organisatorischen Aufgaben der Frankfurter Hochschule. So war er einmal Dekan der philosophischen Fakultät, mehrfach Dekan der theologischen Fakultät und fünfmal, nämlich in den Wintersemestern 1616, 1624, 1633, 1645, sowie im Sommersemester 1640, Rektor der Alma Mater. Seine Bibliothek hinterließ er der Frankfurter Hochschule und hatte sich viel für die im Dreißigjährigen Kriege verwüstete Fürstenschule in Joachimsthal eingesetzt. Mit zunehmendem Alter ließ sein Gesundheitszustand nach. So war er von 1649 bis 1650 vollständig erblindet und starb in seinen sechsundsechzigsten Lebensjahr.
Seine am 25. September 1615 geschlossene Ehe mit Magaretha Hohenzweig (1575 – 8. März 1647), der Witwe des Berliner Ratsherren Kilian Pfeiffer, blieb kinderlos.

## Werke
- De gradibus necessitatis dogmatum Christianorum. 1628
- De coelo beatorum. 1651
- Lexicon sanctum … cui adjuncta est onomatoscepsia.1634

## Weblink
- Druckschriften von und über Gregor Francke im VD 17.